# Mistrzostwa Europy w Lekkoatletyce 2014 – bieg na 10 000 m mężczyzn
Bieg na 10 000 metrów mężczyzn – jedna z konkurencji biegowych rozgrywanych podczas lekkoatletycznych mistrzostw Europy na Letzigrund Stadion w Zurychu.
Tytułu mistrzowskiego z poprzednich mistrzostw nie obronił reprezentant Turcji Polat Kemboi Arıkan.

## Terminarz
| Data        | Godzina |       |
| ----------- | ------- | ----- |
| 13 sierpnia | 20:10   | Finał |

## Rekordy
Tabela prezentuje rekord świata, rekord Europy, najlepsze osiągnięcie na Starym Kontynencie, a także najlepszy rezultat na świecie w sezonie 2014 przed rozpoczęciem mistrzostw.
|                          | Zawodnik        | Wynik    | Miejsce  | Data                  |
| ------------------------ | --------------- | -------- | -------- | --------------------- |
| Rekord świata            | Kenenisa Bekele | 26:17,53 | Bruksela | 28 sierpnia 2005(dts) |
| Listy światowe           | Galen Rupp      | 26:44,36 | Eugene   | 30 maja 2014(dts)     |
| Rekord mistrzostw Europy | Martti Vainio   | 27:30,99 | Praga    | 8 sierpnia 2006(dts)  |
| Rekord Europy            | Mohamed Farah   | 26:46,57 | Eugene   | 3 czerwca 2011(dts)   |

### Listy europejskie
Tabela przedstawia 10 najlepszych wyników uzyskanych w sezonie 2014 przez europejskich lekkoatletów przed rozpoczęciem mistrzostw.
| lp. | Zawodnik            | Wynik    | Data        | Miejsce       |
| --- | ------------------- | -------- | ----------- | ------------- |
| 1.  | Mohamed Farah       | 27:21,71 | 10 sierpnia | Moskwa        |
| 2.  | Chris Thompson      | 27:40,81 | 28 kwietnia | Stanford      |
| 3.  | Bashir Abdi         | 27:43,99 | 28 kwietnia | Stanford      |
| 4.  | Carles Castillejo   | 27:57,92 | 6 kwietnia  | Mataró        |
| 5.  | Daniele Meucci      | 28:06,74 | 10 sierpnia | Moskwa        |
| 6.  | Tesama Moogas       | 28:12,58 | 9 maja      | Tel Awiw-Jafa |
| 7.  | Polat Kemboi Arıkan | 28:17,26 | 27 czerwca  | Mersin        |
| 8.  | Serhij Łebid        | 28:21,12 | 6 czerwca   | Jałta         |
| 9.  | Abdi Nageeye        | 28:21,29 | 31 maja     | Eugene        |
| 10. | Ali Kaya            | 28:31,16 | 18 lipca    | Rieti         |

## Rezultaty

### Finał
| Poz. | Zawodnik             | Reprezentacja   | Czas     | Uwagi |
| ---- | -------------------- | --------------- | -------- | ----- |
| 01 ! | Mohamed Farah        | Wielka Brytania | 28:08,11 |       |
| 02 ! | Andy Vernon          | Wielka Brytania | 28:08,66 | SB    |
| 03 ! | Ali Kaya             | Turcja          | 28:08,72 | PB    |
| 4.   | Polat Kemboi Arıkan  | Turcja          | 28:11,11 | SB    |
| 5.   | Bashir Abdi          | Belgia          | 28:13,61 |       |
| 6.   | Daniele Meucci       | Włochy          | 28:19,79 |       |
| 7.   | Bouabdellah Tahri    | Francja         | 28:25,03 |       |
| 8.   | Stefano La Rosa      | Włochy          | 28:49,99 |       |
| 9.   | Sondre Nordstad Moen | Norwegia        | 28:50,53 |       |
| 10.  | Jewgienij Rybakow    | Rosja           | 28:53,48 |       |
| 11.  | Koen Naert           | Belgia          | 29:04,87 |       |
| 12.  | Ricardo Ribas        | Portugalia      | 29:09,47 |       |
| 13.  | Mats Lunders         | Belgia          | 29:12,86 |       |
| 14.  | Marius Øyre Vedvik   | Norwegia        | 29:42,10 |       |
| 15.  | Abdi Hakin Ulad      | Dania           | 29:50,67 |       |
| 16.  | Mikael Ekvall        | Szwecja         | 30:04,93 |       |
| 17.  | Himro Alame          | Izrael          | 30:04,95 |       |
| 18.  | Girmaw Amare         | Izrael          | 30:53,87 |       |
| -    | Mehmet Akkoyun       | Turcja          | DNF      |       |
| -    | Adil Bouafif         | Szwecja         | DNF      |       |
| -    | Serhij Łebid         | Ukraina         | DNF      |       |
| -    | Yassine Mandour      | Francja         | DNF      |       |
| -    | Manuel Ángel Penas   | Hiszpania       | DNF      |       |
| -    | Tom Wiggers          | Holandia        | DNF      |       |